# Дмитриевский сельсовет (Ивановский район)
Дми́триевский сельсове́т — упразднённое сельское поселение в Ивановском районе Амурской области. Существовало в 1984—2021 годах.
Административный центр — село Дмитриевка.

## История
Решением Амурского облисполкома № 380 от 29 августа 1984 года
в связи с образованием на территории Ивановского сельсовета нового колхоза «Луч» и в целях улучшения обслуживания населения сёл и оперативного руководства деятельностью колхозов «Родина» и «Луч» Ивановский сельсовет был разукрупнён и в Ивановском районе образованы
Ивановский сельсовет в составе сёл Ивановка и Крещеновка с центром в селе Ивановка; Дмитриевский сельсовет в составе сёл Дмитриевка и Луговое с центром в селе Дмитриевка.
16 февраля 2005 года в соответствии с Законом Амурской области № 440-ОЗ муниципальное образование наделено статусом сельского поселения.
Упразднён в январе 2021 года в связи с преобразованием муниципального района в муниципальный округ.

## Население
| 2002 | 2010  | 2011  | 2012  | 2013  | 2014 | 2015  |
| ---- | ----- | ----- | ----- | ----- | ---- | ----- |
| 864  | ↗1020 | ↘1016 | ↘1002 | →1002 | ↘989 | ↗1006 |
| 2016 | 2017  | 2018  |       |       |      |       |
| ↘997 | ↘942  | ↗965  |       |       |      |       |

## Состав сельского поселения
| № | Населённый пункт | Тип населённого пункта       | Население |
| - | ---------------- | ---------------------------- | --------- |
| 1 | Дмитриевка       | село, административный центр | ↗965      |